# جامع الجويجي
جامع الجويجي أو الجويجاتي، وهو من مساجد العراق التاريخية الأثرية الواقعة في مدينة الموصل حيث يعود تاريخ بناؤه إلى عام 1034هـ /1625م، ويقع في منطقة (شهر سوق)، قرب مخبز الفاروق القديم، وتبلغ مساحة الجامع 250م2، ومن مرفقات الجامع دار وثلاثة محلات ملحقة بهِ.
وتقام في الجامع صلاة الجمعة والصلوات الخمسة.
عمر الجامع الحاج عبد الله إبراهيم الجويجي (وقد حورت الكلمة على لسان العامة من الناس من الجويجي إلى الجويجاتي)  عمره  ما بين  سنتي  1649-1650 ميلادية وقد هدم قسم منه اثناء فتح شارع الفاروق سنة 1946 واضيفت إلى مساحته مساحة بيتين كانا موقوفين عليه وقبة المصلى من الحجر والجص على شكل نصف دائرة وجدد أكثر من مرة.
ومن اقسام الجامع جامع الجويجاتي (المحراب)  و (المنارة)  و (المدرسة).  ومن الذين درًسوا في مدرسته الشيخ عبد الله النعمة ومنارته مبنية بالآجر ومزين ظاهرها بزخارف ناتئة جميلة، وقد هدمت ثم أعيد بناءها  من آجر الحلان على طراز المنائر التركية وهي قائمة الآن وخالية من الزخارف وقد تعرض للتدمير لكن أهل المنطقة اعادوه وبارك الله بهم.
منارة الجامع تعرضت لإطلاق الرصاص خلال ما يسميه الموصليون بثورة الشواف 1958 حين اعتصم بحوضها أحد القوميين وهو الشهيد عبد الرحمن أيوب محمد الملقب (عبد الرحمن الاعضب)..وعند فشل الثورة حوصر وضربت المنارة وآثار الرصاص ظاهر عليها حتى الآن.
وجامع الجويجاتي يسمى أيضا (جامع الجويجي)، ويقع في محلة باب العراق (باب عغاق)، عُمرالجامع سنة 1650 ميلادية، بناه الحاج عبد الله بن إبراهيم الجويجي، وكان كبيرا لكن فتح شارع الفاروق القديم قلل من مساحته على حساب الشارع ومحرابه جميل مصنوع من المرمر الازرق (فغش الموصل) فيه زخارف نباتية قوامها زهرة اللوتس وعلى كل جانب دعامتان في اعلى كل منهما تاج مزخرف يشبه القيثارة ومكتوب في اعلى المحراب لا اله الا الله محمد رسول الله وهو من أجمل محاريب الموصل، كتب عنه الاستاذ سعيد الديوه جي في كتابه (جوامع الموصل) وكتبت عنه المرحومة الاستاذة نجاة التوتونجي  الباحثة والاثارية الموصلية المعروفة وزوجة الاخ والصديق الاثاري والاكاديمي الاستاذ الدكتور جابر خليل إبراهيم التكريتي  في رسالتها للماجستير في  جامعة بغداد عن (محاريب الموصل).^١